# Karl Fritzsching
Karl Fritzsching (* 5. Juli 1891 in Limbach-Oberfrohna; † 27. Januar 1976) war ein deutscher Lehrer, Heimatforscher, Denkmalpfleger und Zeichner.
Er war ein Sohn des Lehrers und Heimatforschers Paul Fritzsching. Wie sein Vater schlug auch er die Lehrerausbildung ein. Nach dem Besuch des Lehrerseminars in Chemnitz wurde er Lehrer in seiner Geburtsstadt.
Gemeinsam mit seinem Vater bemühte er sich nach dem Ende des Zweiten Weltkriegs um die Wiedereröffnung und Neuausrichtung des Heimatmuseums in Limbach-Oberfrohna und die Anlegung eines Ortschronik. Ferner veranlasste er die Aufstellung des gefundenen kursächsischen Viertelmeilensteins vor dem Rathaus.
Er trat der Orts- und Kreisleitung vom Kulturbund der DDR bei und wirkte mehrere Jahrzehnte als Kreisdenkmalpfleger. Da er eng mit der Natur und Heimat verbunden war, schrieb er zahlreiche Wandervorschläge für das Sächsische Tageblatt. Als Heimatforscher publizierte er mehrere Beiträge in den heimatkundlichen Heften des Landkreises Karl-Marx-Stadt und für die Festschrift zum Heimatfest von Limbach-Oberfrohna 1958. In seiner Freizeit schuf er ferner Federzeichnungen und Aquarelle, von denen einige auf Postkarten vertrieben worden sind. 